# Ermita de Nuestra Señora de Fátima (Barcelona)

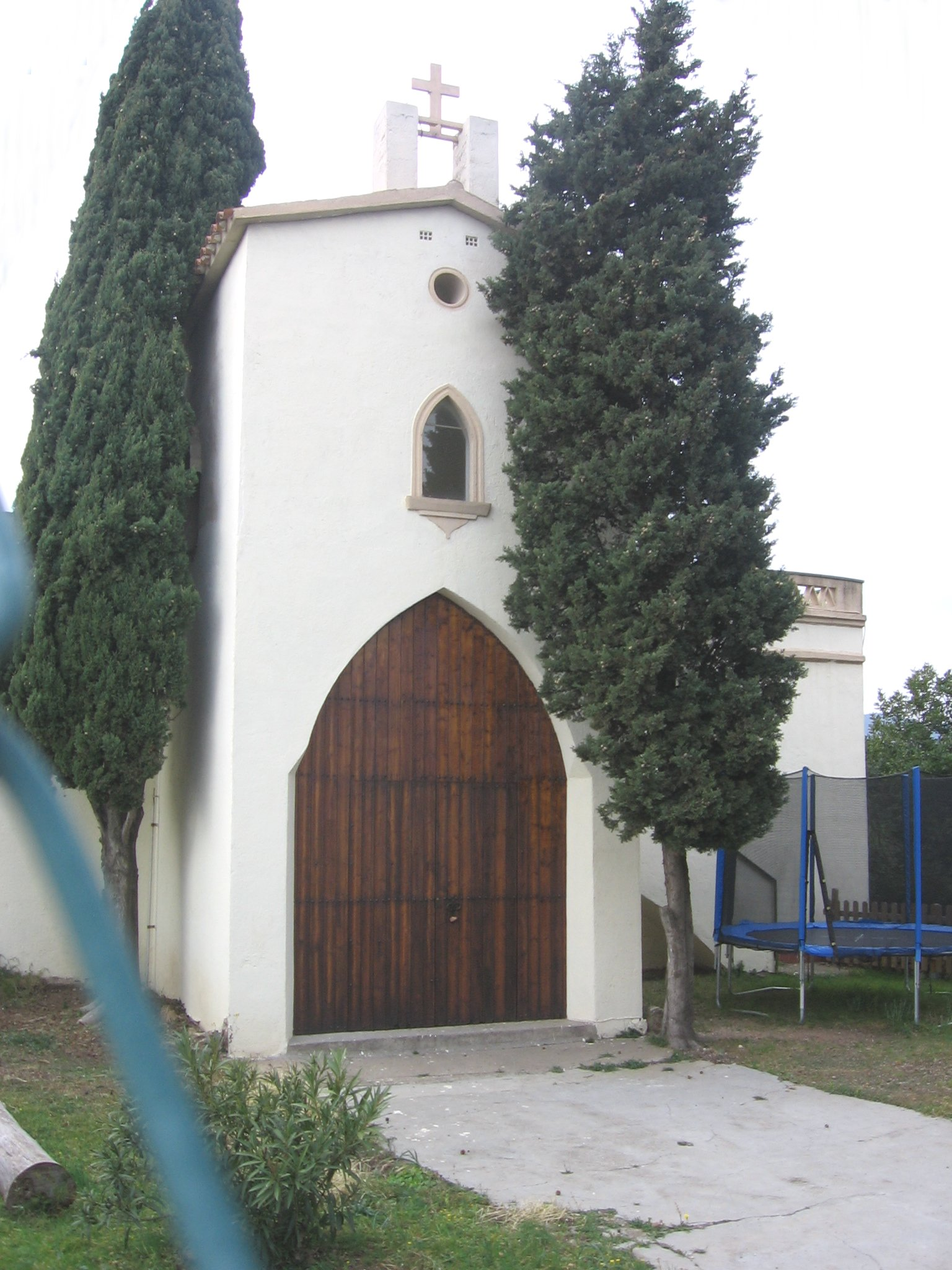
Ermita de Nuestra Señora de Fátima.

La ermita de Nuestra Señora de Fátima está situada en la calle Font-rúbia del barrio del Carmelo de Barcelona. Fue construida en 1952. 
La promotora del edificio fue la Obra de Caridad Cristiana de Nuestra Señora de Fátima, fundada en 1943 por Àngels Capmany de Vinyals. La Obra tenía por objetivo el cuidado de tuberculosos, aunque realizaba también numerosas obras de beneficencia y de asistencia sanitaria. Con esa finalidad adquirieron la finca conocida como Molí del Carmel (por un molino de viento que había) o Torre Castells Foradat, edificada a comienzos de siglo. En 1952 construyó una ermita en la calle Font-rúbia, denominada con la misma advocación de Nuestra Señora de Fátima, y en 1971 un hogar infantil. Había un proyecto para construir un gran hospital con una iglesia anexa, esbozándose un proyecto firmado por el arquitecto Josep M. Ayxelà i Terrats, que finalmente no se llevó a término por la magnitud del proyecto y la falta de financiación.